# Iaggidim

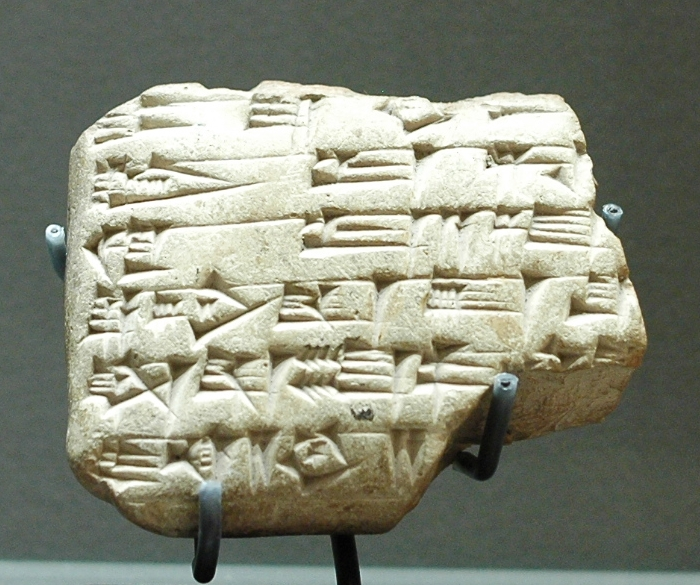
Tablilla de Zimri-Lim, rey de Mari, sobre la fundación de una casa de hielo en Terqa. Arcilla cocida, ca. 1780 a. C.

Iaggidim fue un rey de Mari durante el siglo XIX  a.  C. Era, probablemente de origen amorrita. Poco se sabe de su reinado, excepto que entró en conflicto con su vecino Ila-kabkabu, después de haber sido ambos aliados. Fue sucedido por su hijo Yahdun-Lim.